# Montornès de Segarra
Montornès de Segarra är en kommun i Spanien.   Den ligger i provinsen Província de Lleida och regionen Katalonien, i den östra delen av landet, 400 km öster om huvudstaden Madrid. Antalet invånare är 104. Arean är 12,3 kvadratkilometer. Montornès de Segarra gränsar till Verdú, Guimerà, Granyena de Segarra, Ribera d'Ondara och Montoliu de Segarra. 
Terrängen i Montornès de Segarra är platt.